# Mecynidis
Mecynidis là một chi nhện trong họ Linyphiidae.